# Viking Link

Viking Link ist mit 17 markiert

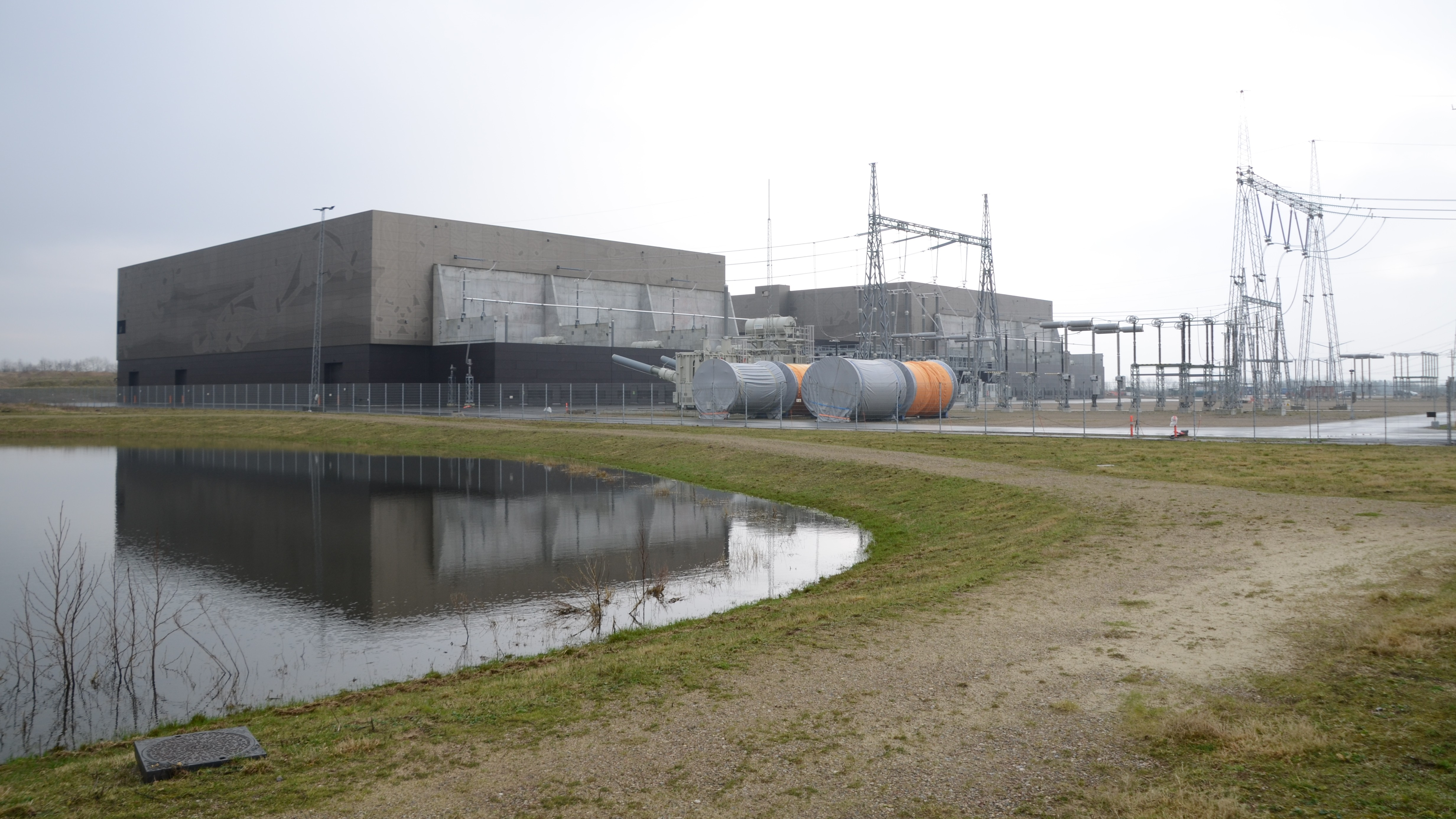
Revsing Stromrichter

Viking Link ist eine Ende 2023 in Betrieb genommene Hochspannungs-Gleichstrom-Übertragung zwischen Großbritannien und Dänemark. Das Unterseekabel verläuft von Revsing in Sydjylland nach Bicker Fen in Lincolnshire. Für die Leitung arbeiten das britische National Grid mit dem Energinet.dk zusammen. Nach Angaben des Betreibers ist die Anlage die längste Unterwasser-HGÜ weltweit.

## Geschichte
Im November 2015 wurde Viking Link zusammen mit dem COBRAcable zwischen Jütland und den Niederlanden und dem Krieger-Offshore-Windturbinenkabel nach Deutschland auf die EU-Liste „Projekte von gemeinsamem Interesse“ gesetzt.
Im Januar 2017 kündigte Viking Link die Ausschreibung von sieben Verträgen in der Gesamthöhe von 1,3 Milliarden an, die alle Aspekte des Baus und der späteren Wartung sowohl der Land- als auch der Seekomponenten der Verbindung umfassen.
Im März 2017 gab Fugro den Abschluss seines Vertrags zur Vermessung des Meeresbodens für den Unterwasserabschnitt der Verbindungsleitung bekannt.
Einige Experten, darunter der Strategiechef von National Grid, waren der Meinung, dass das Brexit-Votum die geplanten Verbindungsleitungen wie Viking Link auf Eis legen könnte. Als Reaktion auf das Brexit-Referendum erklärte Viking Link, dass die Pläne zum Bau und Betrieb der Verbindungsleitung unverändert bleiben.
Im Juli 2019 gab Viking Link drei Verträge über insgesamt 1,1 Milliarden Euro bekannt, einen mit Siemens Energy für die beiden Umspannwerke an Land und zwei für die Herstellung und Verlegung der Unterseekabel, die von Prysmian Powerlink Srl und NKT HV Cables AB durchgeführt werden sollen. Im Juli 2020 begannen die Bauarbeiten. Die kommerzielle Inbetriebnahme der Anlage erfolgte am 29. Dezember 2023.
Die offizielle Inbetriebnahme fand im April 2024 statt. Zu diesem Zeitpunkt hatte die Leitung bereits 1,73 TWh elektrischer Energie übertragen.

## Wirtschaftliche Auswirkungen
Mit der Verbindung wird die Stromverbundrate von bisher sechs Prozent erhöht. Ziel sind zehn Prozent.
Viking Link verschafft Großbritannien einen Zugang zum westdänischen Stromverbundnetz. Als Folge soll der Strompreis in Dänemark um 15 DKK pro MWh steigen und in England fallen. So sollen die Stromkosten in Großbritannien binnen 10 Jahren um mehr als 500 Millionen Pfund sinken. Zudem gehen die Betreiber davon aus, dass die Leitung die Kohlenstoffdioxid-Emissionen alleine im ersten Jahr um 600.000 Tonnen senkt.

## Systembeschreibung
Die Gesamtlänge soll 740 km betragen. Hiervon sollen 650 km durch dänische, deutsche, niederländische und britische Gewässer verlaufen. In seinem Verlauf wird es die NorNed-Verbindung kreuzen.
Die Leitung soll bei 525 kV 1400 MW übertragen. Somit wird die Leitung jährlich bis zu 12,3 TWh übertragen können. Der Anschluss der beiden Konverterstationen erfolgt jeweils über das 400-kV-Höchstspannungsnetz.